# 小笠原長住
小笠原 長住（おがさわら ながずみ、寛永6年（1629年） - 宝永5年（1708年）6月14日）は、江戸時代初期の旗本。船手頭小笠原信盛の嫡男。妻は向井忠勝の娘。後妻は佐藤吉次の娘。子にに小笠原信光、小笠原長成らがいる。初名は信尚、別名に信賢、長義。通称は彦大夫。

## 生涯
寛永17年（1640年）、徳川第三代征夷大将軍徳川家光に拝謁した。正保3年（1646年）7月6日に小姓組番士に列され、慶安2年（1649年）、徳川家綱の日光東照宮参詣に供奉した。同3年（1650年）9月3日に江戸城西の丸勤務となり、のち本丸勤務に戻された。万治元年（1658年）閏12月19日より進物の事を役し、寛文10年（1670年）4月18日に船手頭となり、同年12月28日に布衣着用を許可された。同11年（1671年）12月12日に家督を相続した。
上総国周淮郡2500石のうち2200石を知行し、残り300石を弟の小笠原長貞（三左衛門）に分知した。天和2年（1682年）4月21日に上野国新田郡・邑楽郡の内に400石を加増された。元禄4年（1691年）6月19日同国望陀郡に移された。宝永3年（1706年）6月13日に病気を理由に寄合に移され、船手組1隊が削減された。同4年（1707年）7月21日に致仕した。
法名は空心。